# جزىء الالتصاق بالخلية الظهارية
جزىء الالتصاق بالخلية الظهارية (بالإنجليزية: Epithelial cell adhesion molecule)‏ ويُدعى اختصارًا EpCAM هو بروتين عبر غشائي سكري يتوسط التصاق خلية-خلية مثلي النمط مُستقل الCa2+ في النسيج الطلائي. يلعب أيضًا دورًا في تأشير وهجرة وتكاثر وتمايز الخلية. ولديه احتمالية التسرطن لقدرته على الزيادة المتحكم فيها لجزيئات Myc، e-fabp، سيكلين A وE.

## روابط خارجية
- TACSTD1+protein,+human في المكتبة الوطنية الأمريكية للطب نظام فهرسة المواضيع الطبية (MeSH).